# Нусбаум (Бад-Кройцнах)
Нусбаум (нем. Nußbaum) — община в Германии, в земле Рейнланд-Пфальц.
Входит в состав района Бад-Кройцнах. Подчиняется управлению Бад Зобернхайм. Население составляет 428 человек (на 31 декабря 2010 года). Занимает площадь 5,92 км².